# Marion Yorck von Wartenburg
Marion Yorck von Wartenburg, født Marion Winter (14. juni 1904 – 13. april 2007) var en tysk jurist og dommer. Under anden verdenskrig var hun med i den antinazistiske såkaldte Kreisau-kredsen.

## Eksterne lenker
- FemBiographie
- "Ich möchte die Gefahren und Schmerzen meines Lebens nicht missen" (Webside ikke længere tilgængelig) – Annemarie Cordes på Marion Yorcks' 100. bursdag